# Deepdale
Deepdale – stadion piłkarski, położony w mieście Preston, Wielka Brytania. 
Oddany został do użytku w 1878 roku. Od tego czasu swoje mecze na tym obiekcie rozgrywa zespół piłkarski Preston North End F.C. Jego pojemność wynosi 23 304 miejsc. Rekordową frekwencję, wynoszącą 42 684 osób, odnotowano w 1938 roku podczas meczu pomiędzy Preston North End F.C. a Arsenalem.